# Брест-Северный
Брест Северный — неэлектрифицированная железнодорожная станция в городе Брест (Белоруссия). Между платформой Скоки и станцией Брест-Центральный. Здесь три парка путей с колеёй 1435 мм. В Тересполь совмещённая колея 1435/1520 мм. В Брест Центральный совмещённая колея 1520/1435 мм и в Высоко Литовск. В Брест Восточный 1520 мм колея. Пассажирские пути с 1520 мм колеёй здесь смена колёсным пар грузовых поездов.